# Tiga Serangkai
Tiga Serangkai is een bestuurslaag in het regentschap Nias Barat van de provincie Noord-Sumatra, Indonesië. Tiga Serangkai telt 1267 inwoners (volkstelling 2010).